# Водине (гміна)
Гміна Водине (пол. Gmina Wodynie) — сільська гміна у центральній Польщі. Належить до Седлецького повіту Мазовецького воєводства.
Станом на 31 грудня 2011 у гміні проживало 4667 осіб.

## Площа
Згідно з даними за 2007 рік площа гміни становила 115.66 км², у тому числі:
- орні землі: 68.00%
- ліси: 27.00%

Таким чином, площа гміни становить 7.21% площі повіту.

## Населення
Станом на 31 грудня 2011:
| Опис     | Загалом | Загалом | Чоловіки | Чоловіки | Жінки | Жінки |
| -------- | ------- | ------- | -------- | -------- | ----- | ----- |
| одиниця  | осіб    | %       | осіб     | %        | осіб  | %     |
| все      | 4667    | 100     | 2393     | 51.27    | 2274  | 48.73 |
| міське   | 0       | 100     | 0        |          | 0     |       |
| сільське | 4667    | 100     | 2393     | 51.27    | 2274  | 48.73 |

## Сусідні гміни
Гміна Водине межує з такими гмінами: Борове, Доманіце, Лятович, Мрози, Скужець, Сточек-Луковський.